# Tumeltsham
Tumeltsham är en ort och kommun i Österrike. Den ligger i distriktet Ried im Innkreis i förbundslandet Oberösterreich, 210 kilometer väster om huvudstaden Wien. 
Kommunen består av 18 orter (Ortschaften) (inom parentes invånarantal 1 januari 2024):

- Aigen (157)
- Am Stadion (45)
- Eschlried (52)
- Fuchsleiten (4)
- Hannesgrub Nord (2)
- Hannesgrub Süd (2)
- Holnberg (35)
- Holzhäuseln (54)
- Lehen (24)
- Moosedt (34)
- Ottenbach (105)
- Pesenreith (32)
- Rabenberg (44)
- Schnalla (49)
- Schönfeld (83)
- Stöcklgras (37)
- Tumeltsham (777)
- Walchshausen (63)